# قمارباز (فیلم کوتاه)
قمارباز یک فیلم کوتاه داستانی، ساخته کریم لک‌زاده است.صدابردار این اثر ساسان کاوه می باشد. لک‌زاده این فیلم را در سال ۱۳۹۴ ساخت و توانست موفقیت‌های زیادی را با آن کسب کند.

## داستان فیلم
در یک زمستان سرد و در هوای مه‌آلود یک روستای کوهستانی، دو قمارباز یک قمارباز پیر را بی‌هوش می‌کنند و به کلبه دورافتاده‌اش می‌برند. حالا هر سه بر سر زندگیشان قمار می‌کنند.

## جوایز
- کسب عنوان بهترین فیلم، بهترین کارگردانی، بهترین تدوین و بهترین فیلم‌نامه از بخش فیلم کوتاه هفدهمین جشن خانهٔ سینما[۲]